# Parafia św. Mikołaja w Grodzisku nad Prosną
Parafia Świętego Mikołaja w Grodzisku nad Prosną – parafia rzymskokatolicka należąca do dekanatu czermińskiego diecezji kaliskiej. Parafia liczy 1491 wiernych.

## Historia
Parafię erygowano prawdopodobnie pod koniec XII wieku. Księżna Eudoksja darowała Grodzisko miechowskim bożogrobcom. Wieś należała do nich w latach 1255–1566. Bożogrobcy zachowali prawo do obsadzania urzędu proboszczowskiego wraz z beneficjum do momentu kasaty klasztoru w Miechowie w roku 1819.
Do parafii należą wierni z następujących miejscowości: Grodzisko nad Prosną, Pacanowice, Pardelak, Rokutów, Zawidowice, Zawady.
Od 25 marca 1992 parafia terytorialnie należy do diecezji kaliskiej.

## Proboszczowie
- ks. kan. Przemysław Niezgódka (od 2017)[5]
- ks. Grzegorz Mazurkiewicz (2013–2017)
- ks. Jakub Piotrowski (2000–2013)
- ks. M. Kasprzak (1968–2000)
- ks. H. Kowalewicz (1935–1968)
- ks. P. Wilkoński (1903–1935)